# Championnat d'Italie de rugby à XV 2004-2005
Navigation
Super 10 2003-2004 Super 10 2005-2006
Le Championnat d'Italie de rugby à XV 2004-2005 oppose les dix meilleures équipes italiennes de rugby à XV. Le championnat débute en 2004 et se termine le 28 mai 2005. Les équipes y participent sous la forme d'un championnat unique en matchs aller-retour. Les quatre premiers sont qualifiés pour les demi-finales et le dernier est relégué.
Le Calvisano Ghial bat en finale le Benetton Trévise sur le score de 25 à 20 et remporte son 1er titre. Le match se déroule au Stadio Plebiscito à Padoue devant 9 465 spectateurs.

## Liste des équipes en compétition
L'Amatori Catane, vainqueur de la deuxième division, est promu et remplace le Rugby Rome relégué au deuxième échelon. Les dix équipes participant à la compétition sont :
| Calvisano L'Aquila Trévise Parme Padoue Brescia Rovigo Catane Viadana |

| Équipe           | Stade                       | Capacité | Ville     |
| ---------------- | --------------------------- | -------- | --------- |
| Calvisano        | Centro Sportivo San Michele | 3 500    | Calvisano |
| L'Aquila         | Stade Tommaso-Fattori       | 9 200    | L'Aquila  |
| Benetton Trévise | Stadio Comunale di Monigo   | 6 700    | Trévise   |
| Amatori Catane   | Stade Santa-Maria-Goretti   | 10 000   | Catane    |
| Gran Parma SKG   | Stade Sergio-Lanfranchi     | 3 600    | Parme     |
| Parma Overmach   | Stade Sergio-Lanfranchi     | 3 600    | Parme     |
| Petrarca Padoue  | Stadio Plebiscito           | 9 600    | Padoue    |
| Leonessa         | Stade Aldo-Invernici        | 5 000    | Brescia   |
| Rovigo           | Stade Mario-Battaglini      | 10 000   | Rovigo    |
| Viadana          | Stade Luigi-Zaffanella      | 6 000    | Viadana   |

## Résultats

### Phase régulière
| Rang | Club                 | J  | V  | N | D  | Bo | Bd | Pm  | Pe  | Diff | Pts |
| ---- | -------------------- | -- | -- | - | -- | -- | -- | --- | --- | ---- | --- |
| 1    | Benetton Trévise (T) | 18 | 14 | 1 | 3  | 12 | 0  | 640 | 290 | +350 | 70  |
| 2    | Rugby Viadana        | 18 | 14 | 1 | 3  | 11 | 0  | 558 | 351 | +207 | 69  |
| 3    | Rugby Calvisano      | 18 | 12 | 0 | 6  | 11 | 0  | 536 | 336 | +200 | 59  |
| 4    | Amatori Catane (P)   | 18 | 9  | 0 | 9  | 8  | 0  | 443 | 456 | -13  | 44  |
| 5    | Rugby Rovigo         | 18 | 7  | 3 | 8  | 4  | 0  | 382 | 473 | -91  | 38  |
| 6    | L'Aquila Rugby       | 18 | 6  | 3 | 9  | 5  | 0  | 407 | 506 | -99  | 35  |
| 7    | Petrarca Padoue      | 18 | 6  | 1 | 11 | 8  | 0  | 437 | 526 | -89  | 34  |
| 8    | Rugby Parma          | 18 | 7  | 0 | 11 | 5  | 0  | 361 | 471 | -110 | 33  |
| 9    | SKG Gran Parma       | 18 | 4  | 2 | 12 | 8  | 0  | 357 | 507 | -150 | 28  |
| 10   | Rugby Brescia        | 18 | 5  | 1 | 12 | 5  | 0  | 363 | 568 | -205 | 27  |

|  | Qualifiés la coupe d'Europe 2005-2006 et pour les demi-finales (no 1, no 2)             |
|  | Qualifiés pour le Challenge européen 2005-2006 et les demi-finales (no 3, no 4).        |
|  | Barrages de qualification pour le Challenge européen 2005-2006 (no 5, no 6, no 7, no 8) |
|  | Relégué (no 10)                                                                         |
|  | T : tenant du titre 2004 ; P : promu 2004                                               |

Attribution des points : victoire : 4, match nul : 2, défaite : 0, ; plus les bonus (offensif : 4 essais marqués ; défensif : défaite par 7 points d'écart ou moins).

### Phase finale

#### Tableau
|  | Demi-finales     | Demi-finales |                  |          | Finale                                   | Finale                                   |
|  | Demi-finales     | Demi-finales |                  |          | Finale                                   | Finale                                   |
|  |                  |              |                  |          |                                          |                                          |
|  | 2005             | 2005         |                  |          | 28 mai 2005 au Stadio Plebiscito, Padoue | 28 mai 2005 au Stadio Plebiscito, Padoue |
|  | 2005             | 2005         |                  |          | 28 mai 2005 au Stadio Plebiscito, Padoue | 28 mai 2005 au Stadio Plebiscito, Padoue |
|  | Benetton Trévise | 25 \| 41     |                  |          | 28 mai 2005 au Stadio Plebiscito, Padoue | 28 mai 2005 au Stadio Plebiscito, Padoue |
|  | Benetton Trévise | 25 \| 41     |                  |          | 28 mai 2005 au Stadio Plebiscito, Padoue | 28 mai 2005 au Stadio Plebiscito, Padoue |
|  | Amatori Catane   | 20 \| 21     |                  |          | 28 mai 2005 au Stadio Plebiscito, Padoue | 28 mai 2005 au Stadio Plebiscito, Padoue |
|  | Amatori Catane   | 20 \| 21     | Benetton Trévise | 20       |                                          |                                          |
|  | 2005             |              | Benetton Trévise | 20       |                                          |                                          |
|  |                  | Calvisano    | 25               |          |                                          |                                          |
|  | Calvisano        | Calvisano    | 25               | 16 \| 13 |                                          |                                          |
|  | Calvisano        |              |                  | 16 \| 13 |                                          |                                          |
|  | Viadana          | 9 \| 13      |                  |          |                                          |                                          |
|  | Viadana          | 9 \| 13      |                  |          |                                          |                                          |

#### Finale
| 28 mai 2005 | Calvisano | 25 – 20 | Benetton Trévise | Stadio Plebiscito, Padoue 9 465 spectateurs Arbitre : Mancini |
| 28 mai 2005 |           |         |                  | Stadio Plebiscito, Padoue 9 465 spectateurs Arbitre : Mancini |
| 28 mai 2005 |           |         |                  | Stadio Plebiscito, Padoue 9 465 spectateurs Arbitre : Mancini |

### Barrages pour la qualification en Challenge européen
| 2005 | Parma Overmach | 20 – 17 | Rovigo |  |
| 2005 |                |         |        |  |
| 2005 |                |         |        |  |

| 2005 | L'Aquila | 22 - 17 | Petrarca Padoue |  |
| 2005 |          |         |                 |  |
| 2005 |          |         |                 |  |

## Vainqueur
| Entraîneur | Entraîneur             | Andrea Cavinato                                                  |
| Avants     | Pilier                 | Martin Castrogiovanni, Cattina, Salvatore Perugini               |
| Avants     | Talonneur              | F. Ghidini, Patelli, Rondinelli                                  |
| Avants     | Deuxième ligne         | Davo, Pisi, M. Pratichetti                                       |
| Avants     | Troisième ligne aile   | Maurizio Zaffiri                                                 |
| Avants     | Troisième ligne centre |                                                                  |
| Arrières   | Demi de mêlée          | Paul Griffen, Ravazzolo                                          |
| Arrières   | Demi d'ouverture       |                                                                  |
| Arrières   | Centre                 | Ackermann, Pablo Canavosio, Intoppa, Nicola Mazzucato, Zanoletti |
| Arrières   | Ailier                 | V. Bernabò, De Carli, Mulieri, Paolo Vaccari, Tuta Vodo          |
| Arrières   | Arrière                | Ludovico Nitoglia                                                |